# Мария Стюарт (пиеса)
„Мария Стюарт“ (на немски: Maria Stuart) е пиеса на германския поет Фридрих Шилер, историческа драма в стихове, поставена за първи път на 14 юни 1800 година във Ваймар.
Пиесата има пет действия, а сюжетът обхваща последните дни от живота на шотландската кралица от XVI век Мария Стюарт. По отношение на драматичната техника „Мария Стюарт“ е сред най-ефективните пиеси на Шилер. Пиесата е има голям успех и през 1835 година става основа на операта на Гаетано Доницети „Мария Стюарт“.